# Mistrzostwa Świata w E-kolarstwie 2020 – kobiety
Mistrzostwa Świata w E-kolarstwie 2020 – mężczyźni – konkurencja wyścigu ze startu wspólnego elity kobiet w ramach Mistrzostw Świata w E-kolarstwie 2020, która rozegrana została 9 grudnia 2020 na liczącej 50,035 kilometra trasie.
Złoty medal reprezentantka Południowej Afryki Ashleigh Moolman-Pasio, druga była Australijka Sarah Gigante, a trzecia Szwedka Cecilia Hansen.

## Uczestnicy

### Reprezentacje
| Reprezentacje (19)- Australia - Belgia - Kanada - Kolumbia - Dania - Francja - Wielka Brytania - Hiszpania - Niemcy - Włochy - Japonia - Holandia - Norwegia - Nowa Zelandia - Polska - Portugalia - Południowa Afryka - Szwecja - Stany Zjednoczone |
| |

### Lista startowa
| Australia AUS | Australia AUS  | Australia AUS |
| ------------- | -------------- | ------------- |
| Nr            | Kolarz         | Miejsce       |
| 1             | Justine Barrow | 13.           |
| 1             | Bre Vine       | 10.           |
| 1             | Vicki Whitelaw | 39.           |
| 1             | Jessica Pratt  | 37.           |
| 1             | Sarah Gigante  | 2.            |
| 1             | Bree Wilson    | 31.           |

| Belgia BEL | Belgia BEL | Belgia BEL |
| ---------- | ---------- | ---------- |
| Nr         | Kolarz     | Miejsce    |
| 2          | Mieke Docx | 40.        |

| Kanada CAN | Kanada CAN         | Kanada CAN |
| ---------- | ------------------ | ---------- |
| Nr         | Kolarz             | Miejsce    |
| 3          | Olivia Baril       | 23.        |
| 3          | Angela Naeth       | 34.        |
| 3          | Georgia Simmerling | 18.        |

| Kolumbia COL | Kolumbia COL   | Kolumbia COL |
| ------------ | -------------- | ------------ |
| Nr           | Kolarz         | Miejsce      |
| 4            | Natalia Franco | 38.          |

| Dania DEN | Dania DEN                   | Dania DEN |
| --------- | --------------------------- | --------- |
| Nr        | Kolarz                      | Miejsce   |
| 5         | Fie Østerby                 | 16.       |
| 5         | Annika Langvad              | 6.        |
| 5         | Marie-Louise Hartz Krogager | 28.       |

| Hiszpania ESP | Hiszpania ESP    | Hiszpania ESP |
| ------------- | ---------------- | ------------- |
| Nr            | Kolarz           | Miejsce       |
| 6             | Lourdes Oyarbide | 47.           |

| Francja FRA | Francja FRA  | Francja FRA |
| ----------- | ------------ | ----------- |
| Nr          | Kolarz       | Miejsce     |
| 7           | Marie Le Net | DNF         |

| Wielka Brytania GBR | Wielka Brytania GBR | Wielka Brytania GBR |
| ------------------- | ------------------- | ------------------- |
| Nr                  | Kolarz              | Miejsce             |
| 8                   | Anna Henderson      | 14.                 |
| 8                   | Sarah Storey        | 35.                 |
| 8                   | Dani Christmas      | 17.                 |
| 8                   | Louise Bates        | 15.                 |
| 8                   | Megan Barker        | 37.                 |
| 8                   | Elinor Barker       | 22.                 |

| Niemcy GER | Niemcy GER     | Niemcy GER |
| ---------- | -------------- | ---------- |
| Nr         | Kolarz         | Miejsce    |
| 9          | Christa Riffel | 47.        |
| 9          | Hannah Ludwig  | 11.        |
| 9          | Finja Smekal   | 43.        |
| 9          | Lisa Brennauer | 42.        |
| 9          | Tanja Erath    | 20.        |

| Włochy ITA | Włochy ITA     | Włochy ITA |
| ---------- | -------------- | ---------- |
| Nr         | Kolarz         | Miejsce    |
| 10         | Martina Alzini | 43.        |

| Japonia JPN | Japonia JPN   | Japonia JPN |
| ----------- | ------------- | ----------- |
| Nr          | Kolarz        | Miejsce     |
| 11          | Eri Yonamine  | 48.         |
| 11          | Shoko Kashiki | 27.         |

| Holandia NED | Holandia NED         | Holandia NED |
| ------------ | -------------------- | ------------ |
| Nr           | Kolarz               | Miejsce      |
| 12           | Kirsten Wild         | 45.          |
| 12           | Annemiek van Vleuten | DSQ          |
| 12           | Anna van der Breggen | DSQ          |

| Norwegia NOR | Norwegia NOR        | Norwegia NOR |
| ------------ | ------------------- | ------------ |
| Nr           | Kolarz              | Miejsce      |
| 13           | Kristin Lucie Falck | 32.          |
| 13           | Borghild Løvset     | 24.          |

| Nowa Zelandia NZL | Nowa Zelandia NZL | Nowa Zelandia NZL |
| ----------------- | ----------------- | ----------------- |
| Nr                | Kolarz            | Miejsce           |
| 14                | Ella Harris       | 29.               |

| Polska POL | Polska POL      | Polska POL |
| ---------- | --------------- | ---------- |
| Nr         | Kolarz          | Miejsce    |
| 15         | Magdalena Czusz | 49.        |
| 15         | Aurela Nerlo    | 33.        |
| 15         | Sonia Cięciel   | 30.        |

| Portugalia POR | Portugalia POR | Portugalia POR |
| -------------- | -------------- | -------------- |
| Nr             | Kolarz         | Miejsce        |
| 16             | Maria Martins  | 46.            |

| Południowa Afryka RSA | Południowa Afryka RSA  | Południowa Afryka RSA |
| --------------------- | ---------------------- | --------------------- |
| Nr                    | Kolarz                 | Miejsce               |
| 17                    | Ashleigh Moolman-Pasio | 1.                    |

| Szwecja SWE | Szwecja SWE      | Szwecja SWE |
| ----------- | ---------------- | ----------- |
| Nr          | Kolarz           | Miejsce     |
| 18          | Cecilia Hansen   | 3.          |
| 18          | Marlene Bjärehed | 36.         |
| 18          | Emma Belforth    | 8.          |

| Stany Zjednoczone USA | Stany Zjednoczone USA   | Stany Zjednoczone USA |
| --------------------- | ----------------------- | --------------------- |
| Nr                    | Kolarz                  | Miejsce               |
| 19                    | Courtney Nelson         | 12.                   |
| 19                    | Lauren Stephens         | 4.                    |
| 19                    | Shayna Powless          | 21.                   |
| 19                    | Laura Matsen Ko         | 7.                    |
| 19                    | Jacqueline M. Godbe     | 5.                    |
| 19                    | Kristen Faulkner        | 19.                   |
| 19                    | Kristen Kulchinsky      | 9.                    |
| 19                    | Kristabel Doebel-Hickok | 26.                   |
| 19                    | Christie Tracy          | 25.                   |

| Australia AUS | Australia AUS  | Australia AUS |
| ------------- | -------------- | ------------- |
| Nr            | Kolarz         | Miejsce       |
| 1             | Justine Barrow | 13.           |
| 1             | Bre Vine       | 10.           |
| 1             | Vicki Whitelaw | 39.           |
| 1             | Jessica Pratt  | 37.           |
| 1             | Sarah Gigante  | 2.            |
| 1             | Bree Wilson    | 31.           |

| Belgia BEL | Belgia BEL | Belgia BEL |
| ---------- | ---------- | ---------- |
| Nr         | Kolarz     | Miejsce    |
| 2          | Mieke Docx | 40.        |

| Kanada CAN | Kanada CAN         | Kanada CAN |
| ---------- | ------------------ | ---------- |
| Nr         | Kolarz             | Miejsce    |
| 3          | Olivia Baril       | 23.        |
| 3          | Angela Naeth       | 34.        |
| 3          | Georgia Simmerling | 18.        |

| Kolumbia COL | Kolumbia COL   | Kolumbia COL |
| ------------ | -------------- | ------------ |
| Nr           | Kolarz         | Miejsce      |
| 4            | Natalia Franco | 38.          |

| Dania DEN | Dania DEN                   | Dania DEN |
| --------- | --------------------------- | --------- |
| Nr        | Kolarz                      | Miejsce   |
| 5         | Fie Østerby                 | 16.       |
| 5         | Annika Langvad              | 6.        |
| 5         | Marie-Louise Hartz Krogager | 28.       |

| Hiszpania ESP | Hiszpania ESP    | Hiszpania ESP |
| ------------- | ---------------- | ------------- |
| Nr            | Kolarz           | Miejsce       |
| 6             | Lourdes Oyarbide | 47.           |

| Francja FRA | Francja FRA  | Francja FRA |
| ----------- | ------------ | ----------- |
| Nr          | Kolarz       | Miejsce     |
| 7           | Marie Le Net | DNF         |

| Wielka Brytania GBR | Wielka Brytania GBR | Wielka Brytania GBR |
| ------------------- | ------------------- | ------------------- |
| Nr                  | Kolarz              | Miejsce             |
| 8                   | Anna Henderson      | 14.                 |
| 8                   | Sarah Storey        | 35.                 |
| 8                   | Dani Christmas      | 17.                 |
| 8                   | Louise Bates        | 15.                 |
| 8                   | Megan Barker        | 37.                 |
| 8                   | Elinor Barker       | 22.                 |

| Niemcy GER | Niemcy GER     | Niemcy GER |
| ---------- | -------------- | ---------- |
| Nr         | Kolarz         | Miejsce    |
| 9          | Christa Riffel | 47.        |
| 9          | Hannah Ludwig  | 11.        |
| 9          | Finja Smekal   | 43.        |
| 9          | Lisa Brennauer | 42.        |
| 9          | Tanja Erath    | 20.        |

| Włochy ITA | Włochy ITA     | Włochy ITA |
| ---------- | -------------- | ---------- |
| Nr         | Kolarz         | Miejsce    |
| 10         | Martina Alzini | 43.        |

| Japonia JPN | Japonia JPN   | Japonia JPN |
| ----------- | ------------- | ----------- |
| Nr          | Kolarz        | Miejsce     |
| 11          | Eri Yonamine  | 48.         |
| 11          | Shoko Kashiki | 27.         |

| Holandia NED | Holandia NED         | Holandia NED |
| ------------ | -------------------- | ------------ |
| Nr           | Kolarz               | Miejsce      |
| 12           | Kirsten Wild         | 45.          |
| 12           | Annemiek van Vleuten | DSQ          |
| 12           | Anna van der Breggen | DSQ          |

| Norwegia NOR | Norwegia NOR        | Norwegia NOR |
| ------------ | ------------------- | ------------ |
| Nr           | Kolarz              | Miejsce      |
| 13           | Kristin Lucie Falck | 32.          |
| 13           | Borghild Løvset     | 24.          |

| Nowa Zelandia NZL | Nowa Zelandia NZL | Nowa Zelandia NZL |
| ----------------- | ----------------- | ----------------- |
| Nr                | Kolarz            | Miejsce           |
| 14                | Ella Harris       | 29.               |

| Polska POL | Polska POL      | Polska POL |
| ---------- | --------------- | ---------- |
| Nr         | Kolarz          | Miejsce    |
| 15         | Magdalena Czusz | 49.        |
| 15         | Aurela Nerlo    | 33.        |
| 15         | Sonia Cięciel   | 30.        |

| Portugalia POR | Portugalia POR | Portugalia POR |
| -------------- | -------------- | -------------- |
| Nr             | Kolarz         | Miejsce        |
| 16             | Maria Martins  | 46.            |

| Południowa Afryka RSA | Południowa Afryka RSA  | Południowa Afryka RSA |
| --------------------- | ---------------------- | --------------------- |
| Nr                    | Kolarz                 | Miejsce               |
| 17                    | Ashleigh Moolman-Pasio | 1.                    |

| Szwecja SWE | Szwecja SWE      | Szwecja SWE |
| ----------- | ---------------- | ----------- |
| Nr          | Kolarz           | Miejsce     |
| 18          | Cecilia Hansen   | 3.          |
| 18          | Marlene Bjärehed | 36.         |
| 18          | Emma Belforth    | 8.          |

| Stany Zjednoczone USA | Stany Zjednoczone USA   | Stany Zjednoczone USA |
| --------------------- | ----------------------- | --------------------- |
| Nr                    | Kolarz                  | Miejsce               |
| 19                    | Courtney Nelson         | 12.                   |
| 19                    | Lauren Stephens         | 4.                    |
| 19                    | Shayna Powless          | 21.                   |
| 19                    | Laura Matsen Ko         | 7.                    |
| 19                    | Jacqueline M. Godbe     | 5.                    |
| 19                    | Kristen Faulkner        | 19.                   |
| 19                    | Kristen Kulchinsky      | 9.                    |
| 19                    | Kristabel Doebel-Hickok | 26.                   |
| 19                    | Christie Tracy          | 25.                   |

Legenda: DNF – nie ukończyła, OTL – przekroczyła limit czasu, DNS – nie wystartowała, DSQ – zdyskwalifikowana.

## Klasyfikacja generalna
| \| Klasyfikacja generalna \| Klasyfikacja generalna \| Klasyfikacja generalna \| Klasyfikacja generalna \| Klasyfikacja generalna \| \| Kolarz \| Kolarz \| Państwo \| Drużyna \| Czas \| \| ---------------------- \| ---------------------- \| ---------------------- \| ---------------------- \| ---------------------- \| \| 1. \| Ashleigh Moolman-Pasio \| Południowa Afryka \| Południowa Afryka \| 1h 12' 27" \| \| 2. \| Sarah Gigante \| Australia \| Australia \| + 0" \| \| 3. \| Cecilia Hansen \| Szwecja \| Szwecja \| + 1" \| \| 4. \| Lauren Stephens \| Stany Zjednoczone \| Stany Zjednoczone \| + 1" \| \| 5. \| Jacqueline M. Godbe \| Stany Zjednoczone \| Stany Zjednoczone \| + 1" \| \| 6. \| Annika Langvad \| Dania \| Dania \| + 1" \| \| 7. \| Laura Matsen Ko \| Stany Zjednoczone \| Stany Zjednoczone \| + 1" \| \| 8. \| Emma Belforth \| Szwecja \| Szwecja \| + 1" \| \| 9. \| Kristen Kulchinsky \| Stany Zjednoczone \| Stany Zjednoczone \| + 5" \| \| 10. \| Bre Vine \| Australia \| Australia \| + 6" \| |                        |                   |                   |            |
| |                        |                   |                   |            |
| |                        |                   |                   |            |
| Klasyfikacja generalna |                        |                   |                   |            |
| Kolarz | Kolarz                 | Państwo           | Drużyna           | Czas       |
| 1. | Ashleigh Moolman-Pasio | Południowa Afryka | Południowa Afryka | 1h 12' 27" |
| 2. | Sarah Gigante          | Australia         | Australia         | + 0"       |
| 3. | Cecilia Hansen         | Szwecja           | Szwecja           | + 1"       |
| 4. | Lauren Stephens        | Stany Zjednoczone | Stany Zjednoczone | + 1"       |
| 5. | Jacqueline M. Godbe    | Stany Zjednoczone | Stany Zjednoczone | + 1"       |
| 6. | Annika Langvad         | Dania             | Dania             | + 1"       |
| 7. | Laura Matsen Ko        | Stany Zjednoczone | Stany Zjednoczone | + 1"       |
| 8. | Emma Belforth          | Szwecja           | Szwecja           | + 1"       |
| 9. | Kristen Kulchinsky     | Stany Zjednoczone | Stany Zjednoczone | + 5"       |
| 10. | Bre Vine               | Australia         | Australia         | + 6"       |